# Edmund Dulac

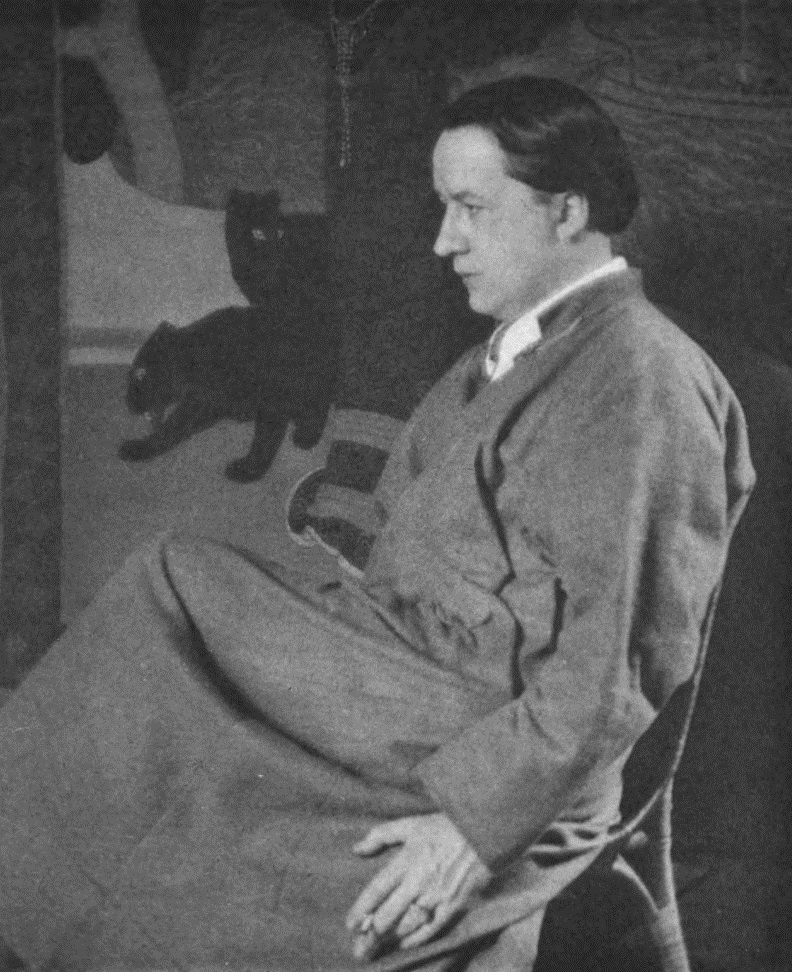
Edmund Dulac in 1914

Edmund Dulac  (Toulouse, 22 oktober  1882 - 25 mei 1953) was een Franse tekenaar en kunstschilder gedurende de zogenoemde Gouden Eeuw van de Illustratie (de eerste 25 jaar van de 20e eeuw).
Dulac begon zijn loopbaan met een rechtenstudie aan de Universiteit van Toulouse en daarna aan de École des Beaux Arts. Daarna was hij korte tijd voor studie aan de Académie Julian in Parijs in 1904 voor hij naar Londen ging.
Vanaf die tijd zou Dulac in Engeland onder andere via de uitgeverij Hodder & Stoughton talloze boeken van illustraties gaan voorzien waaronder:
- Stories from The Arabian Nights (1907) (met 50 gekleurde platen),
- een editie voor Shakespeares The Tempest (1908) (met  40 gekleurde platen),
- de The Rubaiyat van Omar Khayyam (1909) (met 20 gekleurde platen),
- The Sleeping Beauty en Other Fairy Tales (1910),
- verhalen van Hans Christian Andersen (1911),
- The Bells and Other Poems door Edgar Allan Poe (1912) (met 28 gekleurde platen),
- Princess Badoura (1913).

Tijdens de Eerste Wereldoorlog gaf hij zijn eigen Edmund Dulac's Picture Book voor het Franse Rode Kruis (1915) (met 20 gekleurde platen) uit. 
Zijn laatste soortgelijke boeken waren Edmund Dulac's Fairy Book (1916), de Tanglewood Tales (1918) (met 14 gekleurde platen) en het bijzondere The Kingdom of the Pearl (1920). Daarna ging hij allerlei soorten drukwerk ontwerpen zoals exlibris, chocoladedozen, postzegels, theaterkostuums en bankbiljetten. Hij tekende ook illustraties voor de The American Weekly. De rest van zijn leven zou hij boeken blijven illustreren.